# Années 260 av. J.-C.
Les années 260 av. J.-C. couvrent les années de 269 av. J.-C. à 260 av. J.-C.

## Événements
- Vers 269-264  av. J.-C. : fondation de Ptolémaïs Epithéras sur la côte érythréenne près de l’embouchure du Baraca, mentionnée sur la stèle de Pithôm érigée en Égypte sur l’ordre de Ptolémée II[1]. Les expéditions commerciales lancées en mer Rouge par les Ptolémées fréquentent de plus en plus les côtes érythréennes, apportant en retour la langue, les marchandises, les vêtements et la civilisation gréco-égyptienne. Les ports comme Adulis, principal débouché commercial d’Aksoum, s’hellénisent.
- 269-231 av. J.-C. : règne d’Ashoka, empereur Maurya du Magadha[2]. La dynastie des Maurya atteint son apogée pendant son règne. Il entretient des relations amicales avec le monde oriental grec.
- 268-261 av. J.-C. : guerre chrémonidéenne. Révolte des cités grecques contre la Macédoine. La démocratie athénienne est écrasée par Antigonos Gonatas[3].
- 265-262 av. J.-C. : en Chine, le Qin envahit le Han, avec l'intention d'annexer la province du Han de Shangdang (Shanxi) en coupant l'ensemble de ses communications avec le reste du Han[4].
- 265-264 av. J.-C. : prise et destruction de Volsinies[5]. Les villes étrusques au Sud de l'Arno sont définitivement rattachées à Rome.

- 264 av. J.-C. :
  - unification de l'Italie. Velzna, dernière cité étrusque indépendante est incorporée au territoire de Rome, qui s’étend désormais sur 27 000 km²[6] (292 000 citoyens romains). Celui des pays alliés sur 109 000 km² (750 000 habitants). La ville de Rome compte 150 000 habitants environ.
  - premiers combats de gladiateurs à Rome à l’occasion des funérailles de Junius Brutus[7].
- 264-241 av. J.-C. : première guerre punique[8]. La première guerre punique met pour la première fois aux prises des armées et des flottes considérables regroupant jusqu’à 70 000 hommes.
- 262 av. J.-C. : Eumène Ier fonde le royaume attalide de Pergame[9].
- Vers 262-261 av. J.-C. : Cléanthe d'Assos (331-232 av. J.-C.) succède à Zénon de Cition à la direction du Portique Pœcile (voir stoïcisme)[10].
- 260 av. J.-C. : 
  - bataille de Changping[11].
  - bataille de Mylae[12]. invention du pont d'abordage à l'occasion de la bataille navale de Mylae. Les Romains appliquent en combat naval la tactique terrestre par l'emploi du pont d'abordage (le corbeau).

- Vers 260 av. J.-C. : Ptolémée II fonde le port de Bérénice sur la mer Rouge[13].

## Personnages significatifs
- Antigone II Gonatas
- Antiochos Ier
- Antiochos II
- Ashoka
- Caius Duilius Nepos
- Eumène Ier
- Hannibal Gisco
- Messalla
- Ptolémée II